# Henry Hesketh Bell
Sir Henry Hesketh Joudou Bell GCMG FRGS (* 17. Dezember 1864, Chambéry, Département Savoie, Frankreich; † 1. August 1952) war ein britischer Kolonialbeamter und Schriftsteller.

## Leben
Henry Hesketh Joudou Bell wurde am 17. Dezember 1864 in Chambéry im Département Savoie in Südost-Frankreich geboren. Er war der Sohn von Henry Jean Antoine Joudou, einem Holzhändler, und der Schottin Martha Bell. Er hatte eine Schwester: Eléonore Marthe Joudou-Bell (1867–1951).
Bell erhielt eine private Ausbildung auf den Kanalinseln sowie in Paris und Brüssel.
Im Mai 1882 begann er in Barbados als Third Clerk im Büro des Gouverneurs von Barbados und den Leeward Islands, ein Posten, den er durch Sir William C. F. Robinson erhielt, einen Freund der Familie. Die weiteren Posten auf seiner Karriereleiter waren Grenada Inland Revenue Department (1885–1889), Supervisor of Customs in the Gold Coast (1890–94), Receiver General and Treasurer of the Bahamas, Administrator Of Dominica (1899–1905), Commissioner (später: Governor) des Uganda Protectorate (1905–1908), Governor of Northern Nigeria (1909–11), Governor of the Leeward Islands (1912–16), Governor of Mauritius (1916–24).

### Uganda
Vor allem in Uganda bewirkte Bell zahlreiche weitreichende Verbesserungen. Einer der wichtigsten Erfolge war ein Plan zur Verminderung der Schlafkrankheit, welche er im August 1907 vorstellte. Nachdem das Schatzamt (Treasury) die Mittel für die notwendigen Arbeiten freigegeben hatte, wurden die Anwohner vom fliegenverseuchten Ufer des Lake Victoria nach weniger gefährlichen Orten im Inland umgesiedelt. Die Kranken wurden in Quarantänecamps (segregation camps) zusammengebracht, um das sogenannte „atoxyl treatment“ anzuwenden; ca. 20.000 Personen wurden behandelt. Die Ufer des Victoriasees wurden von Vegetation befreit, damit die Tsetsefliegen keine Unterschlupfmöglichkeiten haben.
Hesketh Bells Vision für Uganda beinhaltete auch weitreichende Entwicklung der Eisenbahn. Bis 1909 hatte er hart um Erlaubnis für die Ausführung von zwei Plänen gekämpft: zum einen für eine Linie von Jinja, im Südosten Ugandas an der Nordküste des Victoriasees, nach Kakindu und weiten an den Kyogasee; zum anderen für eine direkte Linie von Kampala an den Albertsee.

### Ruhestand und Reisen
Bell ging 1924 in den Ruhestand und lebte in Cannes, jedoch unternahm er noch zahlreiche große Reisen. 1925 bis 1926 unternahm er eine ausgedehnte halb-offizielle Tour durch den Fernen Osten um die französischen und niederländischen Systeme der Kolonialregierung zu studieren. Seine Ergebnisse wurden veröffentlicht als Foreign colonial administration in the Far East (1928). Er wurde dafür mit der Goldmedaille der Royal Empire Society ausgezeichnet.

### Testament
Während des Zweiten Weltkrieges kehrte Bell auf die Bahamas zurück, kam aber häufig als Besucher nach London, wo er Mitglied des Conservative Club in der St James’s Street war. 1951 wurde Bells Testament in Monaco bezeugt und unterzeichnet, wo er ebenfalls einen Wohnsitz hatte. Darin verfügte er:
- Seine Büste, angefertigt von James Alexander Stevenson,[8] solle der Regierung von Mauritius übergeben werden „in der Hoffnung, dass sie an einem passenden Platz im Bell Village“ (“in the hope that it may be placed in some suitable place in ‘Bell Village’”) aufgestellt würde, welches er 1915 gegründet hatte.
- Sein Porträt von Philip de László vermachte er der Regierung von Mauritius.
- Er bestimmte, dass seine Tagebücher und die zugehörigen Scrap-books (Skizzenbücher) den Trustees des British Museum angeboten werden sollten.
- Die Summe von £50 vermachte er jedem seiner vier Patensöhne:
  1. “Peter Myers of ‘Greenways’, Wadlands Brook Road near East Grinstead.”: Peter S F Myers, * 1926, Sohn von Harold Hawthorn Myers und Muriel Letitia Swinfen Eady (Tochter von Charles Swinfen Eady).
  2. “James Lightfoot of Belgrave Lodge, Belgrave Square, Monkstown, County Dublin”.
  3. “Henry Morcom of 6 Chester Street, London SW1.”: Henry Richard Morcom (1922–2008), Sohn von Alfred Morcom und Sylvia Millicent Birchenough (Tochter von Sir John Henry Birchenough, 1st Baronet).
  4. “Robert Hesketh Dolbey, of 37 Grosvenor Square, London W1.”: Robert Hesketh Gay Dolbey (1928–2011), Sohn von Robert Valentine Dolbey aus Sutton und Virginia Gay aus Battle Mountain (Nevada).
- weitere £300 und seine Schreibmaschine, Radio, Kleidung und andere Gegenstände vermachte er der Marchesa Stella Vitelleschi von der Villa Moderno, Monaco.[9]
- weitere £1.000 und die Einkünfte seines Anwesens hinterließ er seiner Nichte Mrs. Marjorie Leonora Apperson.

Er starb in einem Pflegeheim am 1. August 1952.

## Familie
Hesketh Bells Vorfahren sind gut erforscht.
Im Dezember 2007 veröffentlichte die ugandische Online-Zeitschrift New Vision den Artikel “Hesketh Bell’s Ugandan descendants” (Hesketh Bells ugandische Nachkommen), in welchem Ketty Karuyonga Bell (damals 72-jahre alt), angeblich eine Urenkelin des ehemaligen Gouverneurs, ihre Geschichte erzählt. Hesketh Bell, der nie verheiratet war, soll angeblich einen Sohn mit einer Frau der Mutooro gehabt haben. Diese Frau hieß Maria Nyamuhaibona. Der Sohn, John Dick Bell, soll am 18. Dezember 1905 geboren sein. Es wird berichtet, das Bell Unterhalt für den Jungen zahlte, bis er erfuhr, dass der Junge einen schweren Unfall im Alter von 10 Jahren hatte; daraufhin beendete er seine Unterstützung. John, der 12 Kinder hatte, starb 1953 an einem Herzanfall.
Bells Schwester, Eléonore Marthe Joudou-Bell, heiratete John Francis Scully. Sie hatten eine Tochter, Marjory Léonore Scully (1893). Sie war zweimal verheiratet: in erster Ehe mit Thomas Arthur Apperson (1920) und in zweiter Ehe mit Alfred Robert Llewellin-Taylour, MA, FRSA, FRGS, einem Barrister (1954). Als die Tochter Marjorie Leonora Apperson 1968 verstarb, übergaben ihre Nachlassverwalter die Sammlung von Hesketh Bells Photographien der Royal Commonwealth Society.

### Ehrungen
Bell wurde 1891 zum Fellow der Royal Geographical Society gewählt. Er wurde 1903 zum Companion of the Order of St. Michael and St. George (CMG) ernannt. 1908 wurde er zum Knight Commander (KCMG) befördert und 1925 anlässlich der New Years’ Honours zum Grand Knight Commander (GCMG).

### Publikationen
Seine Schriften umfassen Memoiren, Erzählungen und Kolonialgeschichte und Verwaltung:
- 1889 – Obeah: witchcraft in the West Indies[14]
- 1893 – A Witch’s Legacy[15]
- 1893 – The History, Trade, Resources, and present Condition of the Gold Coast Settlement[16]
- 1894 – Outlines of the Geography of the Gold Coast Colony and Protectorate. Compiled for use in the colonial schools[17]
- 1909 – Report on the Measures Adopted for the Suppression of Sleeping Sickness in Uganda[5]
- 1911 – Love in Black [Sketches of native life in West Africa][18]
- 1911 – Recent Progress in Northern Nigeria[19]
- 1928 – Foreign colonial administration in the Far East[7]
- 1946 – Glimpses of a Governor’s Life, from diaries, letters and memoranda[20]
- 1948 – Witches & Fishes[21]